# Pelosia ramulosa
Pelosia ramulosa là một loài bướm đêm thuộc phân họ Arctiinae, họ Erebidae.